# Calcolo infinitesimale
Il calcolo infinitesimale è la branca fondante dell'analisi matematica che studia il "comportamento locale" di una funzione tramite le nozioni di continuità e limite, usato in quasi tutti i campi della matematica e della fisica, e della scienza in generale. Solitamente si applica alle funzioni di variabile reale o complessa. Tramite la nozione di limite, il calcolo infinitesimale definisce e studia le nozioni di convergenza di una successione o di una serie, continuità, derivata e integrale.

## Panoramica
Il calcolo infinitesimale poggia sull'algebra, la geometria analitica e la trigonometria. Tra le nozioni che vi appartengono e di cui si avvale vanno ricordate quelle di successione e serie, spazio metrico, funzione di variabile reale, funzione analitica. Sue branche o prodotti sono la teoria dell'integrazione e la teoria della misura, le funzioni speciali (a partire da esponenziale, logaritmo e funzioni trigonometriche), l'analisi armonica.
Fornisce la base concettuale e metodologica per lo sviluppo del modello di un qualsiasi sistema continuo riguardante per esempio fenomeni e processi fisici, astronomici, tecnologici, economici e statistici. La conoscenza del calcolo infinitesimale costituisce quindi un bagaglio culturale di primaria importanza e, sul piano storico, il suo sviluppo può a buon diritto considerarsi uno dei processi fondamentali per la storia del pensiero scientifico e, più in generale, per la storia della filosofia occidentale. È significativo a questo proposito osservare che nella lingua inglese, in cui più si è sviluppato in partenza, il calcolo infinitesimale viene chiamato per antonomasia calculus.

## Storia

### Antichità
Il calcolo infinitesimale è stato inizialmente sviluppato nel mondo scientifico greco ed ellenistico del IV e del III secolo a.C. per opera di Eudosso (metodo di esaustione), di Euclide e Anassagora fino al raggiungimento di risultati di piena maturità con Archimede.
Con il successivo progressivo decadimento della scienza nell'area mediterranea, occorre attendere l'opera dei matematici indiani Aryabhata (476-550), Bhāskara (1114-1185), Madhava (1350-1425) e della scuola del Kerala per avere innovazioni come il teorema noto come teorema di Rolle, il passaggio al limite per una variabile tendente all'infinito e la manipolazione di alcune serie.

### XVI-XVIII secolo

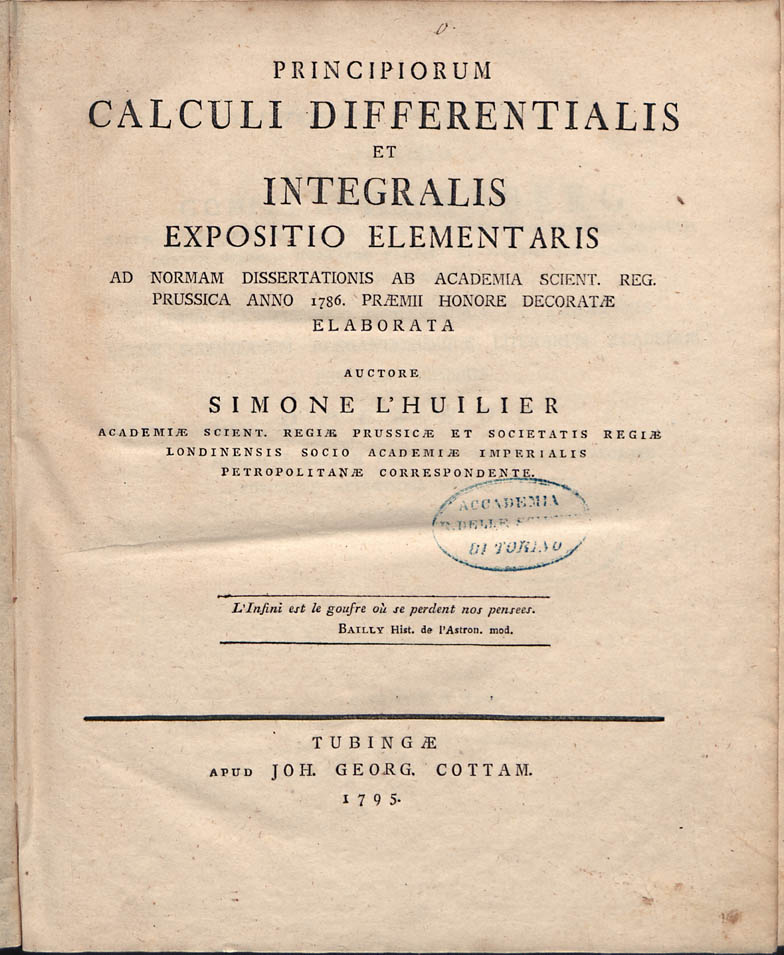
Simon Antoine Jean Lhuilier, Principiorum calculi differentialis et integralis expositio elementaris, 1795

Per uno sviluppo sistematico del calcolo infinitesimale occorre attendere il periodo del recupero europeo dello spirito scientifico ellenistico nel secolo XVI (Tartaglia) e soprattutto nel secolo XVII. Dopo gli avanzamenti dovuti a Cavalieri, Barrow, Cartesio, Fermat, Huygens e Wallis, negli anni dal 1670 al 1710, ad opera principalmente di Pietro Mengoli, Newton e Leibniz furono posti i fondamenti del calcolo infinitesimale moderno e fu raggiunta la piena consapevolezza della sua portata per lo sviluppo di metodi e modelli per lo studio quantitativo degli oggetti dell'indagine scientifica. Nel secolo XVIII si assiste all'ampliamento dei metodi e delle applicazioni, con i Bernoulli, Eulero, Lagrange, Laplace, pur nella mancanza di fondamenti rigorosi. Una prima revisione critica dei fondamenti fu sviluppata da Cauchy intorno al 1821 sulla base della nozione di limite introdotta da d'Alembert nel 1765. In Giappone fu invece Kōwa Seki che per primo sviluppò i metodi fondamentali del calcolo integrale.

### XIX secolo
Per opera dello stesso Cauchy, e di matematici come Poisson, Liouville, Fourier gli obiettivi dell'analisi infinitesimale si ampliano a comprendere l'analisi complessa, le equazioni alle derivate parziali e l'analisi armonica. Intorno al 1850 Riemann introduce la teoria dell'integrale che porta il suo nome.
Intorno al 1860 Dedekind precisa la nozione di numero reale (altro recupero di una nozione ellenistica, ben chiara negli Elementi di Euclide). Questa consente che, intorno al 1870, sia precisata la definizione delle basi del calcolo infinitesimale per opera di Weierstrass e di vari altri matematici (Eduard Heine, Georg Cantor, Charles Méray, Camille Jordan...). Da allora le idee e le tecniche di calcolo infinitesimale - diventate analisi matematica o “analisi standard”, evitando di fare riferimento al concetto oscuro di infinitesimo - sono bagaglio essenziale per chi si dedica alla scienza e alla tecnologia.

### XX secolo
All'inizio del XX secolo sono sviluppate teorie che forniscono basi (o “fondamenti”) più generali, astratte ed efficaci per lo studio dei problemi infinitesimali. Basti ricordare la teoria assiomatica degli insiemi (scuola di Hilbert), la teoria della misura (Lebesgue), la nozione di spazio di Hilbert, la nozione di spazio normato e quindi la definizione dell'analisi funzionale principalmente per opera di Banach. Infine Robinson tentò di rifondare l'analisi sugli infinitesimi, recuperando su basi logiche più rigorose la semplicità del metodo di Leibniz introducendo l'analisi non standard.